# Мальовица
 Тази статия е за върха.  За хижата вижте Мальовица (хижа).  
Мальо̀вица е името на връх в северозападната част на планина Рила, висок 2729 m. Името на върха е свързано с Мальо войвода – борец срещу поробителите, загинал според преданието някъде в Мальовишката долина. Друго предположение е, че името произлиза от Малите езера, както планинците наричат езерата в североизточното подножие на върха. На най-старите карти върхът е отбелязан с името Малевица. По труднодостъпните северни и източни склонове на връх Мальовица се намират едни от най-посещаваните от алпинисти скални стени в България. Северната отвесна стена на Мальовица е висока 124 метра и е символ в българския алпинизъм. Първото ѝ изкачване е на 23 август 1938 г. Северно от върха, в билната заравненост Мальово поле се намират трите  Мальовишки езера. Югоизточно от Мальовица, в дълбок циркус са разположени двете Еленски езера. Районът около върха заедно с курорт Мальовица е един от най-посещаваните от туристи райони в Рила. Тази част от планината предлага и чудесни условия за ски и сноуборд свободен стил с множество разнообразни маршрути за екстремни спускания.

## Туристически маршрути
В полите на връх Мальовица е разположена едноименната хижа Мальовица, изходна точка за излети към върха. От хижата до върха през ледниковата долина води маркирана пътека, част от международния туристически маршрут Е4. От Мальовишкото било пътеката продължава в посока Раздела, хижа Иван Вазов и района на Седемте рилски езера, с разклонение към Рилския манастир. Районът около връх Мальовица и склоновете на троговата долина на река Мальовица са лавиноопасни и трябва да бъдат преминавани с повишено внимание през зимния сезон.

## Изкачване на североизточната стена
През март 1934 г. Александър Белковски и Ивайло Владигеров правят неуспешни опити да изкачат североизточната стена на Мальовица. През 1937 г. правят опити словенски, германски, френски и австрийски алпинисти. Всички успяват да изкачат не повече от 60 метра от скалата. През 1938 г. пристига италианска експедиция. Последният, който обявява стената за непобедима, е именитият французин Раймонд Лайнингер. На 23 август 1938 г., няколко дена след като Лайнингер е напуснал, двама български алпинисти – Коста Саваджиев и Георги Стоименов – се изкачват по североизточната стена на Мальовица: същинското катерене започва рано сутринта на 22 август и продължава два дена и една нощ. От жените алпинистки първа изкачва стената Диана Петкова/Атанасова през 1950 г., а първото зимно изкачване е на Георги Атанасов и Сандю Бешев през 1957 г.